# Gowrasamudra, Molakalmuru
Gowrasamudra là một làng thuộc tehsil Molakalmuru, huyện Chitradurga, bang Karnataka, Ấn Độ.